# Pharus latifolius
Pharus latifolius är en gräsart som beskrevs av Carl von Linné. Pharus latifolius ingår i släktet Pharus och familjen gräs. Inga underarter finns listade i Catalogue of Life.

## Bildgalleri

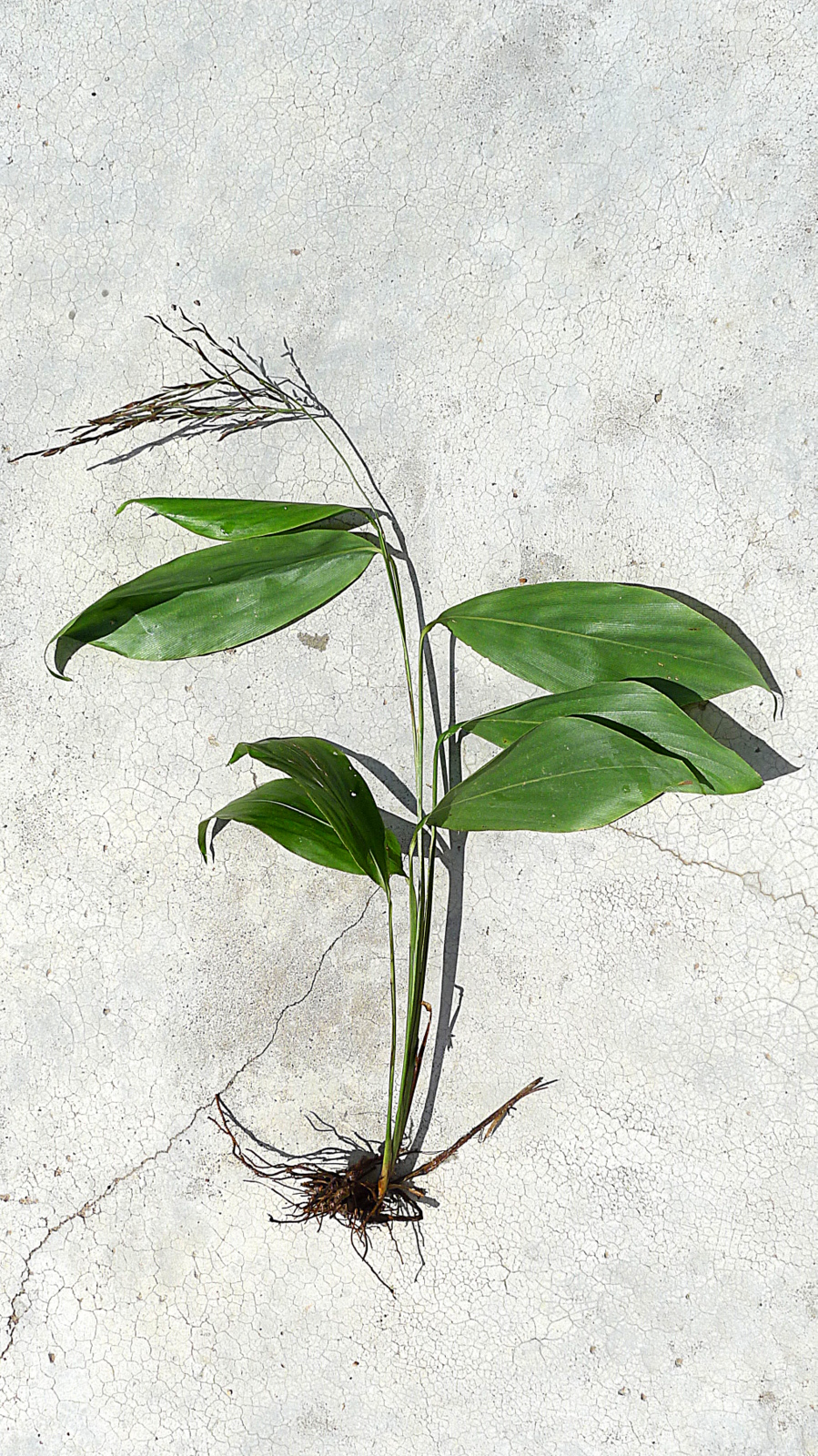
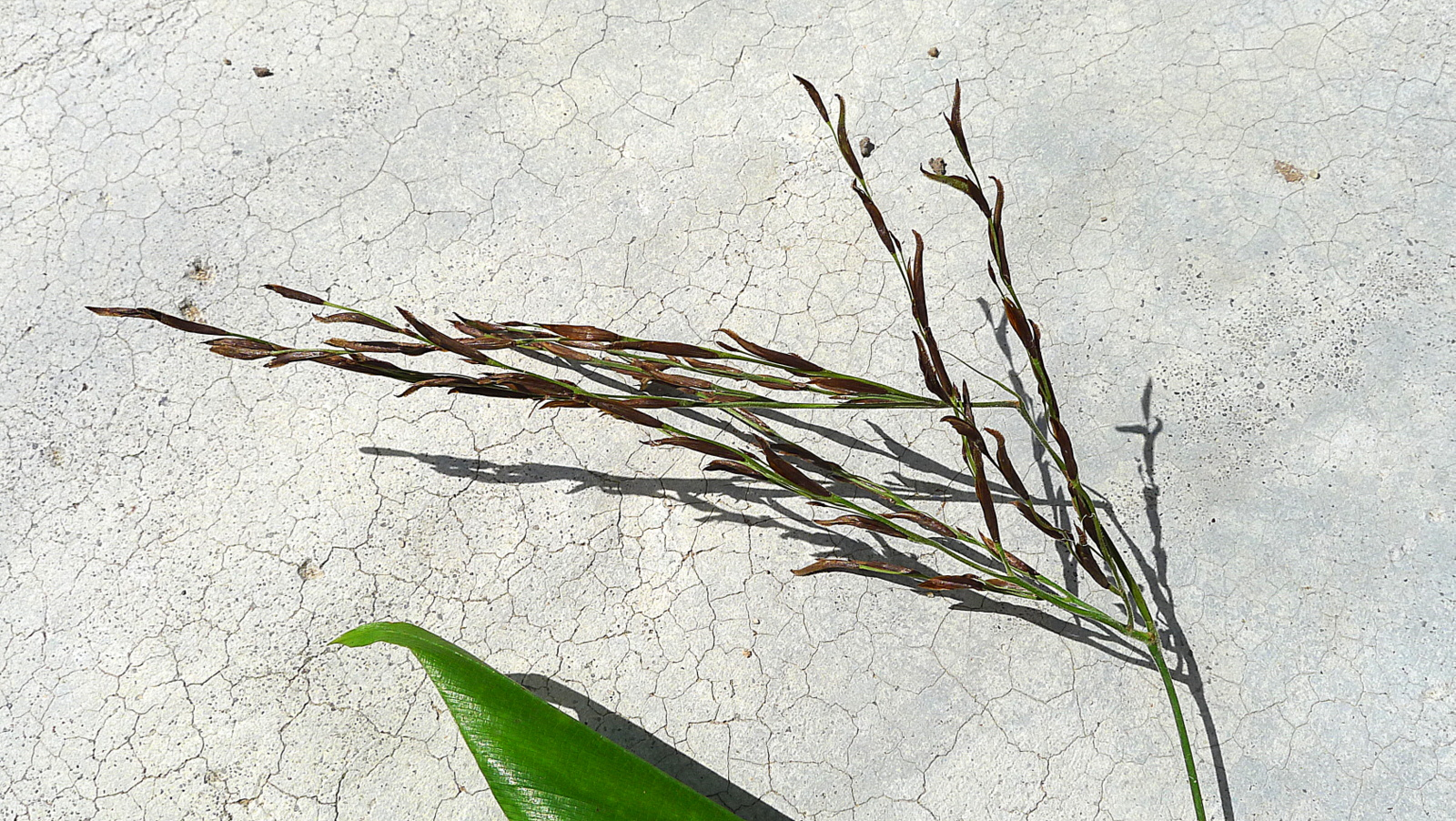
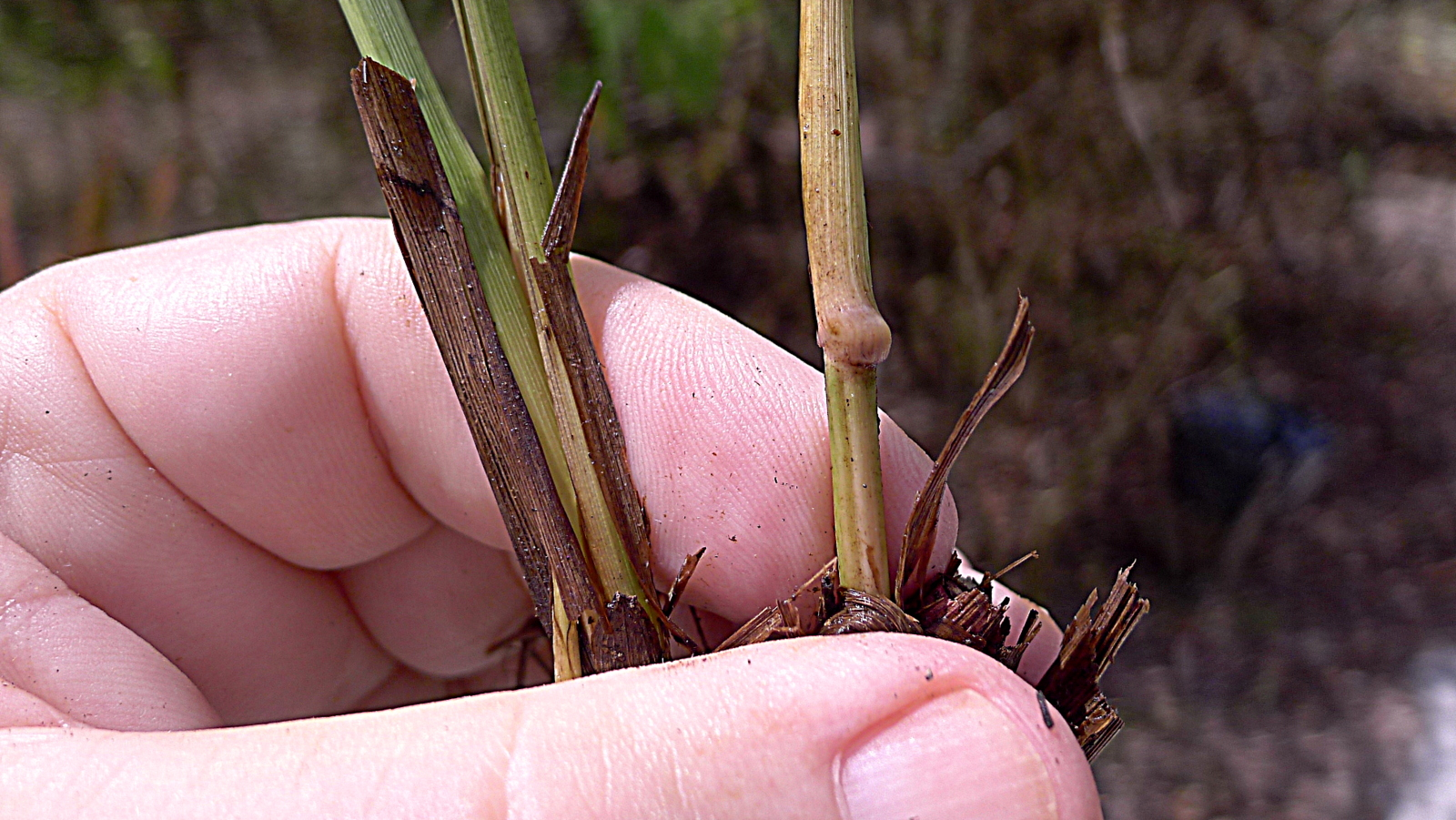
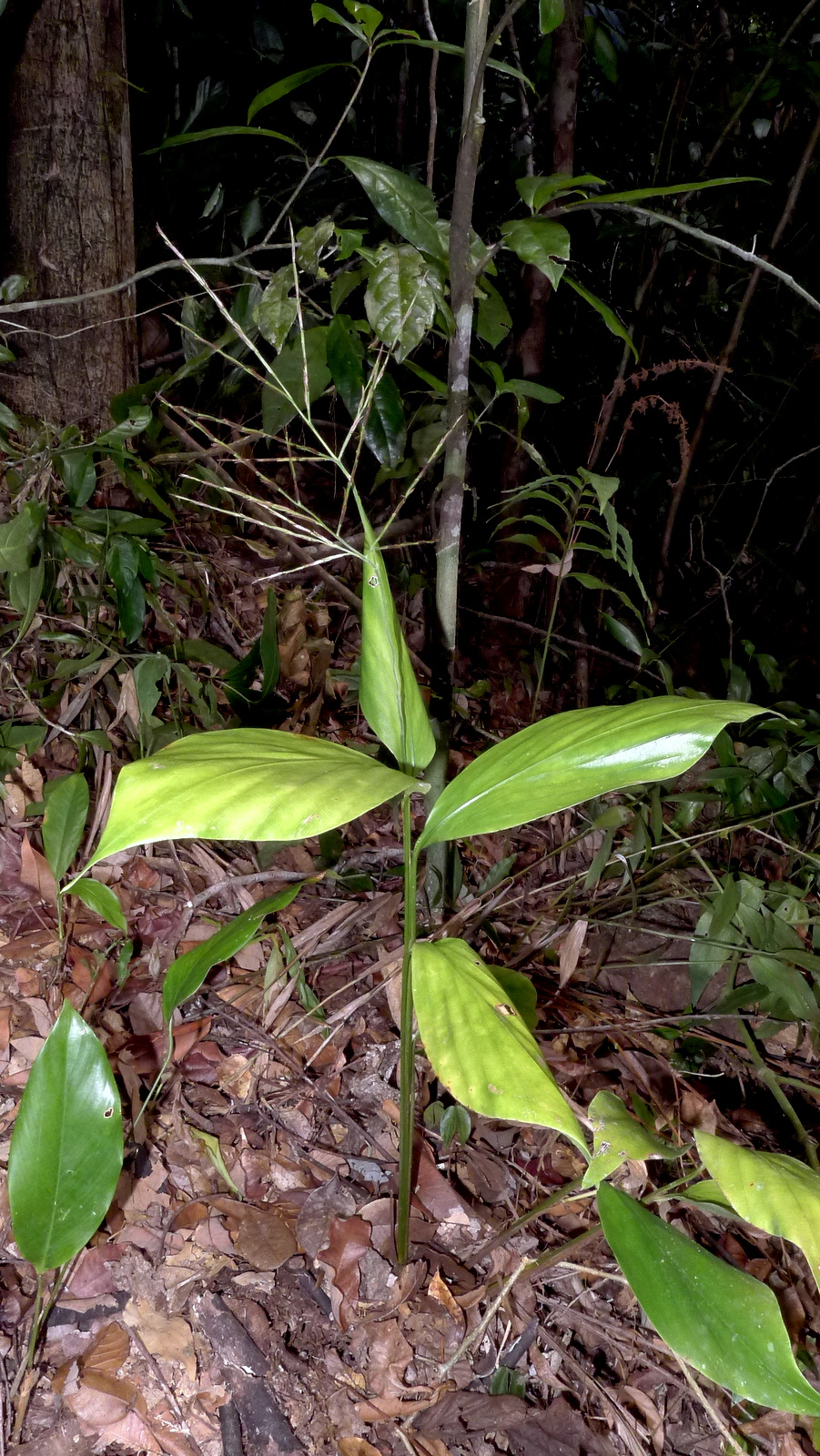